# Philippe Bonnardel

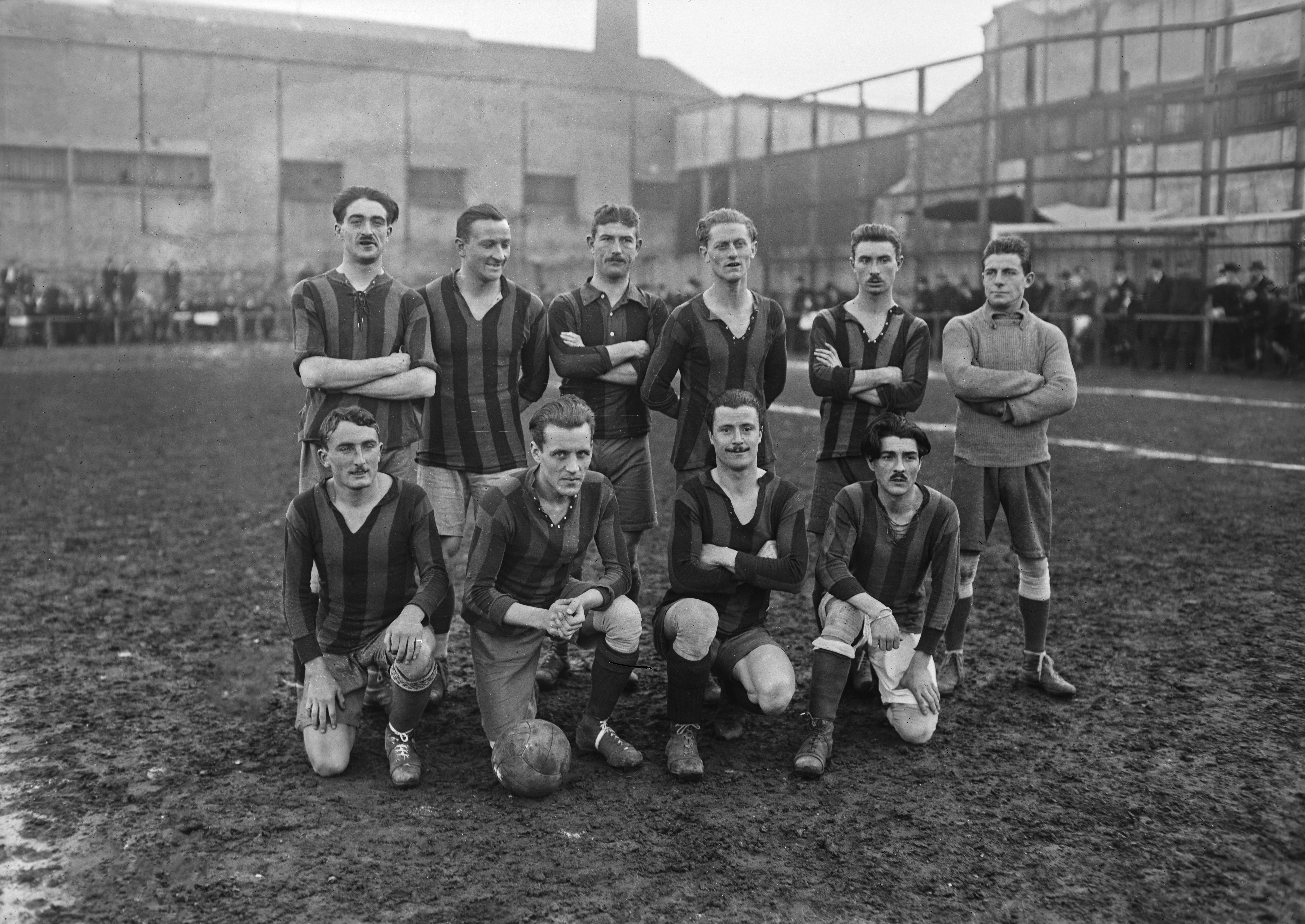

Philippe Bonnardel (* 28. Juli 1899 in Paris; † 17. Februar 1953) war ein französischer Fußballspieler.

## Vereinskarriere
Der „Phi-phi“ genannte, eher schmächtige Außenläufer galt als ein „früh entdecktes Talent von hoher Spielintelligenz“. Über seine ersten Stationen existieren divergierende Angaben: nach einer Quelle soll er zunächst bei zwei Klubs aus der Pariser Umgebung gespielt haben (in Joinville-le-Pont und bei L'Amicale), nach einer anderen bei der AS Alfortville, bevor er zum Gallia Club Paris wechselte. In dieser Zeit bestritt er auch seine ersten Länderspiele (siehe unten). Ab Mitte 1920 stand Philippe Bonnardel in der ersten Mannschaft von Red Star AC, mit der er in den folgenden Jahren gleich drei Titel gewinnen konnte. Zwar existierte in den 1920ern in Frankreich noch keine landesweite, einheitliche Meisterschaft oder gar ein professioneller Ligabetrieb; dafür entwickelte sich der Pokalwettbewerb um die Coupe de France schnell zu einem vollwertigen Ersatz, in dem Bonnardel mit Red Star dreimal nacheinander das Endspiel erreichte und es jedes Mal als Sieger beendete. 1921 wurde Olympique Paris mit 2:1 bezwungen, 1922 gewann Red Star gegen Stade Rennais UC 2:0 und 1923 4:2 gegen den FC Cette. Neben „Phi-phi“ konnten auch seine Mannschaftskameraden Pierre Chayriguès, Maurice Meyer, Lucien Gamblin, Paul Nicolas und Marcel Naudin den bis ins 21. Jahrhundert unübertroffenen Rekord von drei Pokalsiegen in Folge feiern.
Vermutlich 1925 wechselte Philippe Bonnardel zur US Quevilly; dort wurde er bald zum Mannschaftskapitän. Im Mai 1927 stand seine Elf nach Siegen u. a. über den Lokalrivalen FC Rouen, die US Suisse Paris und Stade Raphaëlois – gegen letztere erst nach einem Wiederholungsspiel – überraschenderweise erneut im Pokalendspiel. Gegen den Titelverteidiger Olympique Marseille war der große Außenseiter allerdings chancenlos und unterlag mit 0:3. Sein letzter Verein war der CASG Paris; ab wann und wie lange Bonnardel für diesen noch spielte, ist bisher ebenso wenig zu ermitteln wie Fakten darüber, was er anschließend beruflich getan hat. Bekannt ist lediglich, dass er 1953, noch keine 54 Jahre alt, verstorben ist.

### Stationen
- Joinville-le-Pont(?) und L'Amicale(?)
- Association Sportive d’Alfortville
- Gallia Club de Paris (bis 1920)
- Red Star Amical Club (1920–1925)
- Union Sportive Quevillaise (1925–mindestens 1927)
- Club Athlétique des Sports Généraux Paris

## In der Nationalmannschaft
Zwischen Februar 1920 und März 1927 wurde Philippe Bonnardel in 23 A-Länderspielen für Frankreich eingesetzt; in seiner letzten Begegnung führte er die Nationalelf als Mannschaftskapitän auf das Spielfeld. Die bereits damals in blauen Hemden antretenden Franzosen waren in jenen Jahren alles andere als eine fußballerische Großmacht; der Läufer war aber an einem Sieg der Bleus beteiligt, der in Frankreich bis in die Gegenwart zu den frühen Sternstunden zählt: dem 2:1 an Napoléons hundertstem Todestag (5. Mai 1921) über England. Dabei handelte es sich wie üblich zwar nur um eine englische Amateurauswahl, aber auch gegen die kassierten Mannschaften vom Kontinent häufig deftige Niederlagen. 
1924 nahm er am olympischen Fußballturnier in seiner Heimatstadt teil, in dem Frankreich im Viertelfinale von Uruguay regelrecht vorgeführt wurde. Gegen Nationalmannschaften aus den deutschsprachigen Staaten hat Philippe Bonnardel in seiner Karriere auch mehrfach gespielt: dreimal (1920, 1923 und 1924) gegen die Schweiz, einmal (1925) gegen Österreich sowie viermal (1921, 1923 und 1924 in zwei Begegnungen) gegen Belgien.

## Palmarès
- Französischer Meister: Fehlanzeige
- Französischer Pokalsieger: 1921, 1922, 1923 (und Finalist 1927)
- 23 A-Länderspiele (kein Treffer) für Frankreich, davon 2 in seiner Zeit beim Gallia Club, 20 bei Red Star, 1 bei Quevilly[11]
- Olympiateilnehmer 1924